# Râul Fagu, Valea Mare
Râul Fagu este un afluent al râului Valea Mare. 